# 北撲翅鴷
北撲翅鴷（學名：Colaptes auratus）是撲翅鴷屬下的一種中型啄木鳥，分佈于北美洲大部和中美洲部分地區、古巴及開曼群島。這是一種在分佈地區常見的鳥類，其俗稱有上百種。

## 分類

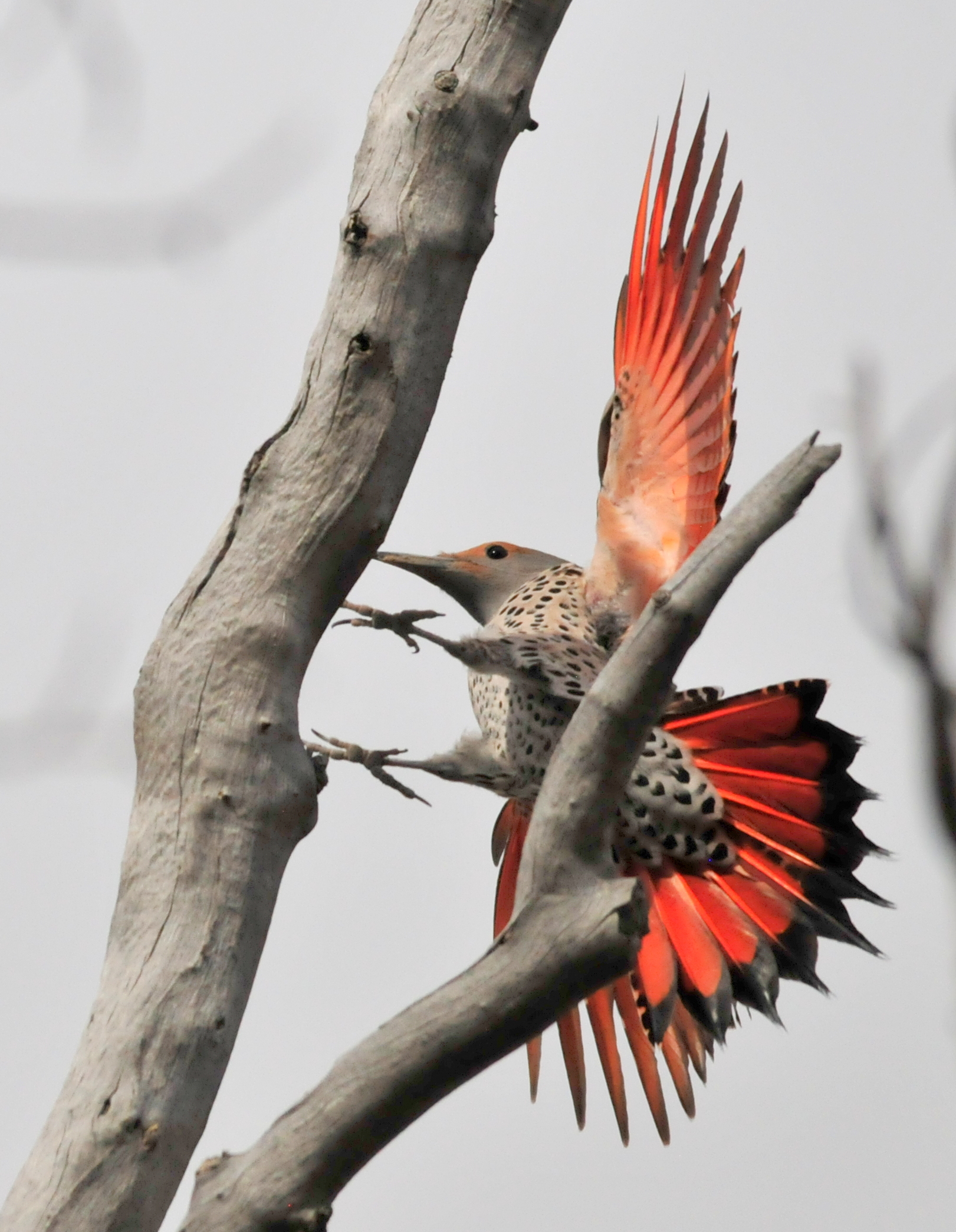
展翅的北撲翅鴷，西兹卡迪国家野生动物保护区

其下有十個亞種。指名亞種Colaptes auratus auratus（英語稱“yellow-shafted flicker”）分佈於北美東部，這一種即是阿拉巴馬州的州鳥。 此外還有生活在北美洲西部的Colaptes auratus cafer（英語稱“red-shafted flicker”）等。Colaptes auratus/cafer rufipileus在1910年代滅絕。

## 描述
兩性成年北撲翅鴷羽毛為褐色，有深黑色條紋，體長在28—36（11—14英寸）之間，翼展在42—54（17—21英寸）之間。體重則在86至167克（3.0至5.9盎司）之間。 翼骨長度為12.2—17.1（4.8—6.7英寸），尾巴長度為7.5—11.5（3.0—4.5英寸），喙長2.2—4.3（0.87—1.69英寸），蹠骨長2.2—3.1（0.87—1.22英寸）。雄性的北撲翅鴷的鳥喙根部有紅色或黑色的髭。生活在北方地區的北撲翅鴷體型較大，大開曼的北撲翅鴷體型最小。

## 習性
奥杜邦学会稱，這是唯一經常在地面尋找食物的啄木鳥。它們有時也會捕捉飛行中的昆蟲。其主食為各類昆蟲，但也吃植物漿果和種子（尤其是冬天）。它們的食譜中，45%為螞蟻。它們會啄木穿地面，捕捉藏在巢穴中的食物。它們的舌頭能探出50 mm（2.0英寸）長。它是入侵北美的農業害蟲玉米螟的天敵。

## 生命週期
它們一般最多活六年左右，只有0.6%的北撲翅鴷能活到第七年，雌雄之間沒有太大差異。其壽命最高紀錄為9年零2個月。

## 外部連結
- 互聯網鳥類收藏上有关Northern Flicker的錄像、照片和音頻
- Northern Flicker Species Account（页面存档备份，存于），Cornell Lab of Ornithology（英文）
- Northern Flicker - Colaptes auratus（页面存档备份，存于），USGS Patuxent Bird Identification InfoCenter（英文）
- 郵票（页面存档备份，存于）（英文）
- 叫聲（页面存档备份，存于），Animal Diversity Web（英文）
- 北扑翅鴷幼鸟叫聲
- 指名亞種的聲音（页面存档备份，存于），佛羅里達自然歷史博物館（英文）